# Uovo dello yacht Štandart
L'Uovo dello yacht Štandart è una delle uova imperiali Fabergé: un uovo di Pasqua gioiello che l'ultimo Zar di Russia, Nicola II donò a sua moglie, la Zarina Aleksandra.
Fu fabbricato nel 1909 a San Pietroburgo nel laboratorio di Henrik Wigström per conto del gioielliere russo Peter Carl Fabergé, della Fabergè.
L'uovo sin dal 1927 si trova presso l'Armeria del Cremlino a Mosca.

## Descrizione
L'uovo è alto 15,3 centimetri ed è fatto d'oro, lapislazzuli e cristallo di rocca, è decorato con diamanti a taglio rosetta, perle e smalto verde e bianco.
Il guscio di cristallo è diviso in due metà, montate orizzontalmente su una struttura d'oro costituita da una fascia verticale intarsiata che sostiene la parte inferiore e da una banda orizzontale, intarsiata con foglie di smalto verde e piccoli diamanti, che corre lungo il perimetro maggiore dell'uovo e si divide permettendo l'apertura della metà superiore, sul bordo reca l'iscrizione "Standart 1909".
Ad ogni lato è appollaiata un'aquila bicipite di lapislazzuli, coronata e dalla quale pende una perla a forma di pera.
Il tutto poggia su un piedistallo composto da due delfini di lapislazzuli con le code attorcigliate e da una base ovale di cristallo di rocca, decorata con smalto bianco intarsiato, ghirlande di alloro e fasce di piccoli diamanti e rami d'alloro in smalto verde.

### Sorpresa
Nell'uovo, una replica estremamente dettagliata dello yacht Štandart, in oro e platino lunga 8 centimetri, "naviga" su un "mare" di cristallo di rocca.

## Lo yachtŠtandart

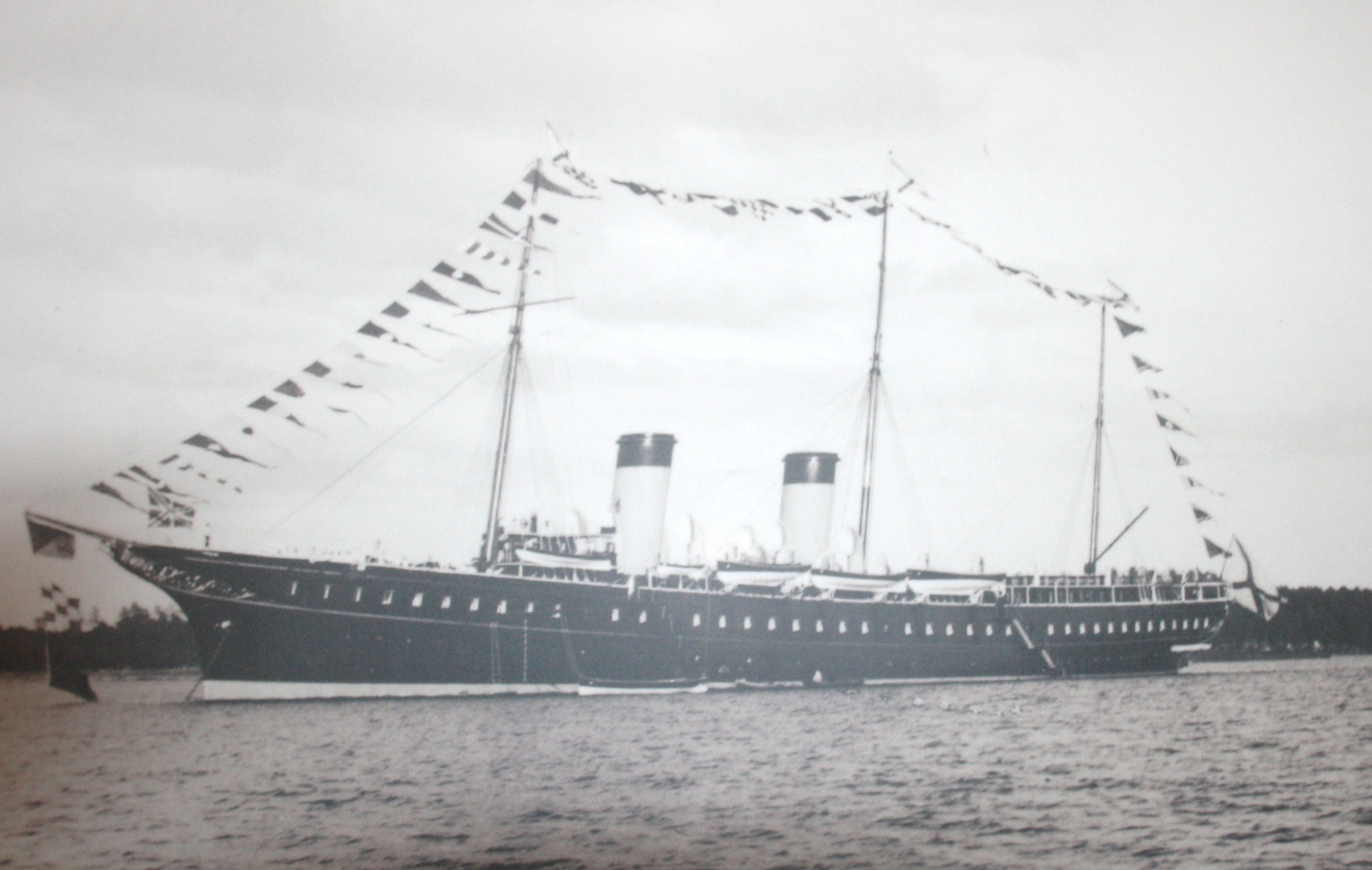
Lo yacht Štandart

Lo yacht Štandart fu commissionato da Alessandro III alla Burmeister & Wain di Copenaghen.
Fu varato il 21 marzo 1895 ed entrò in servizio ai primi di settembre del 1896.
Con i suoi 116 metri di lunghezza ed una stazza di circa 5.500 tonnellate, all'epoca era il più grande yacht del mondo.